# Au bord de l'eau (manga)
Pour le roman sur lequel est basé le manga, voir Au bord de l'eau.
Au bord de l'eau (水滸伝, Suikoden) est un seinen manga créé par Mitsuteru Yokoyama. Il a été prépublié dans le magazine Comic Tom de l'éditeur Ushio Shuppan puis publié en huit tomes entre décembre 1969 et septembre 1971. La version française a été éditée par Akata/Delcourt dans la collection « Fumetsu » en huit tomes sortis entre juillet 2008 et juin 2010.
Il s'agit de l'adaptation du roman d'aventure classique de la littérature orale chinoise Au bord de l'eau attribué à Shi Nai'an.

## Parution
Le manga a été prépublié dans le magazine Comic Tom de l'éditeur Ushio Shuppan puis publié en huit tomes entre décembre 1969 et septembre 1971. Il est réédité au format poche par l'éditeur Kawade Shobō Shinsha en six tomes sortis entre janvier et novembre 2002 puis entre mars et juillet 2011. La version française est éditée par Akata/Delcourt dans la collection « Fumetsu » en huit tomes sortis entre juillet 2008 et juin 2010.

### Liste des volumes
| no | Japonais           | Japonais | Français          | Français          |
| no | Date de sortie     | ISBN     | Date de sortie    | ISBN              |
| --- | ------------------ | -------- | ----------------- | ----------------- |
| 1 | 1er décembre 1969  |          | 9 juillet 2008    | 978-2-7560-0804-2 |
| Liste des chapitres : - Prologue - Chap. 1 : Shi Jin, le Dragon-bleu - Chap. 2 : Lu Da, le contrôleur - Chap. 3 : Lin Chong, la Tête-de-léopard - Chap. 4 : Sournoises manœuvres des Gao |                    |          |                   |                   |
| 2 | 1er mars 1970      |          | 17 septembre 2008 | 978-2-7560-0805-9 |
| Liste des chapitres : - Chap. 5 : Fuite de Lin Chong - Chap. 6 : Yang Zhi, le Fauve-à-face-bleue - Chap. 7 : Cha Gai et ses six hommes - Chap. 8 : Chao Gai, nouveau chef des brigands - Chap. 9 : Song Jiang se rend au Qing-Zhou - Chap. 10 : Combat sur la montagne du Vent-Pur                                        |                    |          |                   |                   |
| 3 | 1er juin 1970      |          | 3 décembre 2008   | 978-2-7560-0806-6 |
| Liste des chapitres : - Chap. 11 : Les infortunes de Huang Xin - Chap. 12 : Voyage d'un prisonnier - Chap. 13 : Épreuves pour Song Jiang - Chap. 14 : Sauvetage aux Monts-Liang - Chap. 15 : Les trois écrits sacrés du ciel - Chap. 16 : Avis de recherche pour le Tourbillon-noir                                       |                    |          |                   |                   |
| 4 | 1er octobre 1970   |          | 15 avril 2009     | 978-2-7560-0807-3 |
| Liste des chapitres : - Chap. 17 : Bœuf-de-fer piégé - Chap. 18 : Ambitions du bourg de la famille Zhu - Chap. 19 : Désarroi de l'armée des Monts-Liang - Chap. 20 : Renforts venus de Deng-Zhou - Chap. 21 : Chute du bourg de la famille Zhu                                                                            |                    |          |                   |                   |
| 5 | 1er décembre 1970  |          | 10 juin 2009      | 978-2-7560-0808-0 |
| Liste des chapitres : - Chap. 22 : Chai Jin persécuté - Chap. 23 : L'armée des Monts-Liang passe à l'offensive - Chap. 24 : Le Taoïste-de-la-pureté-unique - Chap. 25 : Derniers instants de Gao Lian - Chap. 26 : L'armée impériale marche contre les marais des Monts-Liang                                             |                    |          |                   |                   |
| 6 | 1er mars 1971      |          | 16 septembre 2009 | 978-2-7560-0809-7 |
| Liste des chapitres : - Chap. 27 : Retraite de l'armée gouvernementale - Chap. 28 : Hu-Yan se rend à Qing-Zhou - Chap. 29 : L'armée unie des trois repaires - Chap. 30 : Tactiques ingénieuses - Chap. 31 : Grand malheur                                                                                                 |                    |          |                   |                   |
| 7 | 1er juin 1971      |          | 10 février 2010   | 978-2-7560-0810-3 |
| Liste des chapitres : - Chap. 32 : La Licorne-de-jade de la province du He-Bei - Chap. 33 : Les malheurs de Lu Jun-Yi - Chap. 34 : Attaque sur la capitale septentrionale - Chap. 35 : Derniers instants de la famille Zeng - Chap. 36 : Troubles sur le royaume des Song - Chap. 37 : L'invincible armée des Monts-Liang |                    |          |                   |                   |
| 8 | 1er septembre 1971 |          | 9 juin 2010       | 978-2-7560-0811-0 |
| Liste des chapitres : - Chap. 1 : Wu Song - Chap. 2 : Wiang Chong, le Na-tuo-à-huit-bras - Chap. 3 : Pan Rui, le Roi-démon-bouleverseur-de-mondes |                    |          |                   |                   |

## Distinctions
En 2009, la série a été nommée dans la catégorie « Patrimoine » du 36e festival international de la bande dessinée d'Angoulême.

### Édition japonaise
Ushio Shuppan
1. ↑  (ja) « Tome 1 », sur manga-sanctuary.com.
2. ↑  (ja) « Tome 2 », sur manga-sanctuary.com.
3. ↑  (ja) « Tome 3 », sur manga-sanctuary.com.
4. ↑  (ja) « Tome 4 », sur manga-sanctuary.com.
5. ↑  (ja) « Tome 5 », sur manga-sanctuary.com.
6. ↑  (ja) « Tome 6 », sur manga-sanctuary.com.
7. ↑  (ja) « Tome 7 », sur manga-sanctuary.com.
8. ↑  (ja) « Tome 8 », sur manga-sanctuary.com.

### Édition française
Akata
1. 1 2  (fr) « Tome 1 ».
2. 1 2  (fr) « Tome 2 ».
3. 1 2  (fr) « Tome 3 ».
4. 1 2  (fr) « Tome 4 ».
5. 1 2  (fr) « Tome 5 ».
6. 1 2  (fr) « Tome 6 ».
7. 1 2  (fr) « Tome 7 ».
8. 1 2  (fr) « Tome 8 ».